# Daphnella angulata
Daphnella angulata é uma espécie de gastrópode do gênero Daphnella, pertencente à família Raphitomidae.